# ア・ムーン・シェイプト・プール
『ア・ムーン・シェイプト・プール』（英語: A Moon Shaped Pool）は、イギリスのロックバンド、レディオヘッドの9thアルバム。前作『ザ・キング・オブ・リムズ』から5年ぶりにリリースされた。

## 収録曲
Disc1
1. Burn The Witch – 3:41
ストリングスが主体となっており、コル・レーニョ奏法による打楽器的な役割を担うが、終盤では高音の不協和音によって狂騒的な響きに変貌する。アルバム発売5日前にストップモーション・アニメーションによるPVとともにリリースされた。
2. Daydreaming – 6:24
ポリリズムのピアノをミニマル的に展開させていくアンビエントな楽曲。アルバム発売2日前にPVとともにリリースされた。
3. Decks Dark – 4:41
4. Desert Island Disk – 3:45
アコースティックギターを主体とした7拍子の曲。
5. Ful Stop – 6:07
「Identikit」とともに前作「ザ・キング・オブ・リムズ」のツアーから演奏されていた曲。
6. Glass Eyes – 2:53
7. Identikit – 4:27
歌詞に本アルバムのタイトル「ア・ムーン・シェイプト・プール」が現れる。
8. The Numbers – 5:46
重厚なストリングスはライヴではエドのギターによって再現される。
9. Present Tense – 5:07
ボサノヴァのリズムを採り入れたナンバー。
10. Tinker Tailor Soldier Sailor Rich Man Poor Man Beggar Man Thief – 5:04
11. True Love Waits – 4:43
1990年代中期から幾度かライヴなどで演奏されるも、本作（厳密には収録曲「Burn The Witch」のシングル盤）に至るまでシングルやアルバムなどで発表されてこなかった楽曲。

Disc2
1. Ill Wind – 4:17
2. Spectre – 3:22
2015年公開の同名の映画『007 スペクター』のために書き下ろしたが、使用されなかった楽曲。